# Římské právo

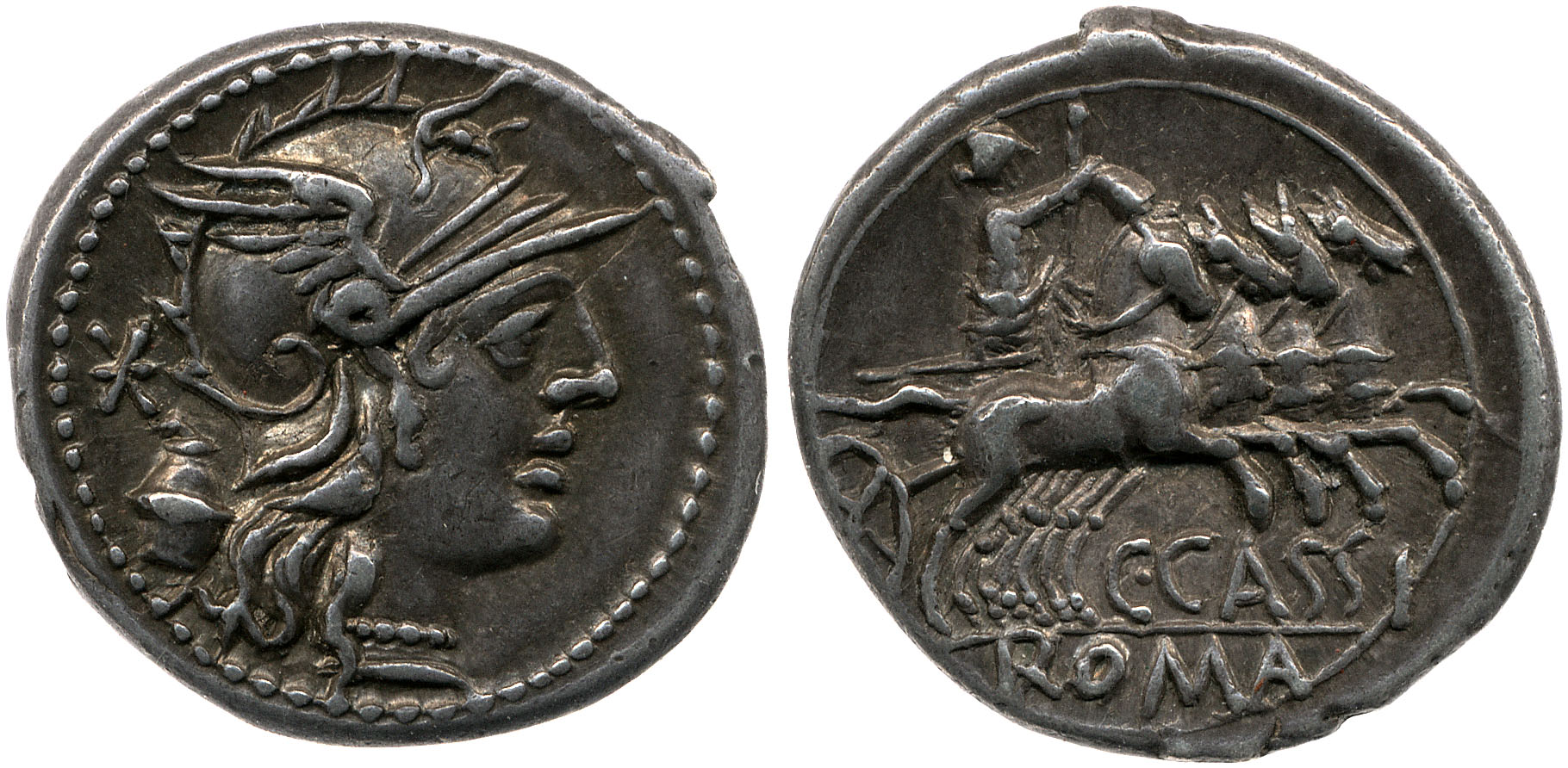
Římská pamětní mince, kterou dal vyrazit Gaius Avidius Cassius kolem roku 126 př. n. l. a připomíná Lex Cassia tabellaria z roku 137 př. n. l. Tento římský zákon nařizoval použití tajného hlasování soudních porot pro všechny procesy kromě případů zrady.

Římské právo je právní systém, který se vyvinul ve starověké římské obci a postupně se rozšířil po celé Římské říši. Vývoj římského práva je velmi dlouhý, protože jeho základy sahají do obyčejového práva, které má počátek v protoitalických kulturách. Psaná podoba římského práva začíná rokem 449 př. n. l., kdy byl decemviry sepsán nejdříve zákon deseti desek, ke kterému mělo lidové shromáždění výhrady, a poté vydán upravený a doplněný Zákon dvanácti desek, a bez přerušení právní kontinuity pokračuje až do doby císaře Justiniána I., který kolem roku 530 nařídil jeho shromáždění a sepsání. V této podobě Justiniánské kodifikace se principy římského práva staly základem právního systému Byzantské říše.

## Vývoj římského práva
Během této dlouhé doby se ovšem měnila společenská i politická situace a objevovaly se nové problémy. Římská obec (polis) prošla velmi složitým vývojem, který začíná vládou králů v městském státě, přes nastolení republiky a její expanzi až po vytvoření supervelmoci v době císařství. Každá z těchto epoch měla jiné potřeby, na něž muselo právo reagovat.
S vývojem samozřejmě přicházela řada změn a jak se objem právních témat a jednání rozšiřoval, začalo se i římské právo dělit na několik částí, jež spolu souvisely, ale zabývaly se každá jinou oblastí a jiným druhem práva. Hranice mezi nimi nejsou ovšem ostré, nicméně celkem zřetelné a hlavně prakticky užitečné.

### Obyčejové právo(Consuetudo)
Podobně jako ve starověkém Řecku, vyvinul se i římský právní systém z nepsaného zvykového, resp. obyčejového práva (mos maiorum). Nejstarší zemědělské společnosti se skládaly ze samostatných a navzájem oddělených rodů (gens), kde platila neomezená autorita hlavy rodu (patria potestas), opřená o rodové náboženství. Když začaly vznikat městské obce, vznikla potřeba společného práva, které také úzce souviselo s náboženským systémem a pokládalo se za dané z vůle bohů. Proto v něm nalezneme i tresty jako je prokletí, různé druhy božích trestů atp., takže jeho prvními vykladači a soudci se stali králové a pontifikové (obětníci, obdoba kněží). Tyto nepsané a ústně tradované zákony vyjadřovaly zároveň i morální kodex tehdejší společnosti a tresty se odvíjely od místních poměrů a stavu společenství.
Společné právo obce se opíralo o „dávný obyčej“ (longa consuetudo) a „vědomí potřebnosti“ (opinio necessitatis). Stále se v něm však prolínaly dvě oblasti, totiž oblast vztahů mezi lidmi a bohy, pro niž měli Římané označení fas, a oblast vztahů mezi lidmi, označovanou jako ius. Vzhledem k praktickému založení Římanů se v dalším rozvíjela především oblast ius.
V době královské již zákony (podle pozdější tradice) vydával král (například Romulus a Numus). Říkalo se jim leges regiae (tj. královské zákony). Tyto zákony byly taktéž nepsané a jejich vykladači zůstávali kněží. Protože jich mělo být mnoho, vznikla později, v době republiky, pověst, že si pontifex maximus Papirius udělal jejich soupis se zněním některých z nich. Tato „sbírka zákonů“ byla nazvána Ius civile Papirianum. Zda králové skutečně vydávali nějaké příkazy a „zákony“, není jasné, je však pravděpodobné, že nějak zasahovali do zvykového práva. Určitě však nešlo o zákony v pozdějším chápání a téměř jistě nebyly psané. Král byl nejvyšší obětník, představitel obce vůči bohům i jiným obcím a měl i pravomoc trestat. Měl v obci velkou autoritu, ne však vlastní mocenské prostředky, takže byl stále závislý na souhlasu aristokracie.
Z rodových společností převzalo i římské právo základní představu, že otec rodu (pater familias) vládne otrokům, otec dětem a manžel své manželce. Ti nebyli osobami „vlastního práva“ (sui iuris), jejich právní postavení se odvozovalo od hlavy rodu a nebyli tedy způsobilí k právnímu jednání. Tento stav se sice pozvolna měnil, ale římské právo jej nikdy nezrušilo a ani se o to nikdo nepokoušel. Teprve v císařské době mohou i ženy mít majetek a otroka lze propustit na svobodu. Pokud se v římském právu hovoří o rovnosti, je myšlena rovnost svobodných občanů či institucí.

### Právo v období republiky
Po konci království (podle římské tradice roku 510 př. n. l.) se změnil nejen politický systém, ale i způsob tvorby zákonů. Již počátkem tohoto období se ustálil systém volených úředníků, tzv. prétoři, mezi nimiž platil tzv. princip kolegiality, což znamenalo, že se museli všichni dohodnout, neboť kterýkoli z úředníků mohl dnešními slovy „vetovat“, na čem se neshodli (ius intercessionis).
Když se rodová společnost rozpadla, přibývalo svobodných „plebejců“, kteří do žádného rodu nepatřili a tedy žádali, aby se zákony napsaly a mohli se s nimi seznámit všichni. To vedlo ke vzniku Zákona dvanácti desek (Lex XII (duodecim) tabularum; 449 př. n. l.), což je počátek psaného římského práva. Velmi stručný text, vytesaný do kamene, se zachoval jen v citátech, takže jsme odkázáni na rekonstrukce. Obsahuje jen zásady a sporné body, nicméně je to první zákoník, který se neodvolává na božské autority a dokonce přímo předpokládá, že se bude měnit (novelizovat). Týká se práva soukromého (hmotného i procesního) i trestního. Vychází ze zásady rovnosti občanů, nedotknutelnosti majetku a dědictví v mužské linii. Věřitel dostával moc nad dlužníkem (jež se časem zmírnila), vyšetřování i případný výkon trestu musel provést sám.
Po sepsání tohoto zákona lidová shromáždění téměř přestala do tvorby zákonů zasahovat, jimi přijaté zákony (leges) neměly na právo téměř žádný vliv. Zákony nejčastěji vznikaly z činnosti úřadů bez legislativních kompetencí. Tyto zákony rozvíjely Zákon dvanácti desek a reagovaly na nové situace. Nejaktivnější byli pontifikové, jejichž vyhlášky (spíše normy) daly základ pozdějšímu ius civile. Zhruba 150–200 let po vydání Zákona dvanácti desek se hybnou silou římského práva stala pontifikální interpretace a komiciální legislativa.
Roku 367 př. n. l. (podle římské tradice) byl založen magistrát (úřad) městského praetora, který zlomil moc pontifiků a postupně se praetoři stali nejvyššími muži soudní moci (jež se ovšem chápala jinak než dnes) a mohli např. povolit konání pře, aniž se opírala o civilní právo. Praetor měl významný vliv na vývoj soukromého práva v Římě a zcela ovlivňoval první fázi soudního řízení tzv. ius in iure. Pokud to považoval za vhodné, mohl ius civile opravit nebo doplnit o vlastní normu. I pro praetory platilo ius intercessionis, které zabraňovalo mimořádným excesům. Praetoři nebyli soudci, ale zaručovali právní ochranu podle Zákona dvanácti desek a zvykového práva i správný průběh procesu. V trestním soudnictví senát praetorům nařizoval sledovat některé spory (quaestiones extra ordinem). Ve 2. století př. n. l. byly založeny quaestiones perpetuae, tj. stálé soudní dvory, kde působili ve funkci předsedy.
Praetoři byli voleni centurijním sněmem a za císařství senátem, a to vždy na jeden rok; po zvolení vydal praetorský edikt, tj. jakési závazné prohlášení, kde stručně definoval, jak bude svého úřadu užívat. Tyto edikty na sebe postupně začaly navazovat, protože praetoři logicky používali ty části, které se v minulých obdobích osvědčily. To nakonec vedlo k vytvoření souborů nových norem – ius praetorium (právo praetorské). S činností městských praetorů souvisela i činnost praetorů kurulských, kteří se starali o tržiště, tj. nákup, prodej a kvalitu zboží. Původně byl praetor jeden, za císaře Augusta jich bylo dvanáct a po omezení jejich moci dokonce osmnáct.
Protože ve městě přibývalo cizinců, rozvíjel se zahraniční obchod atd., vznikl patrně někdy po roce 250 př. n. l. i úřad praetora cizineckého (praetor peregrinus). Protože dříve bylo v této oblasti jen zvykové právo, cizinečtí praetoři vlastně tvořili právo nazvané ius gentium. Na tvorbě tohoto práva se dále podíleli místodržící jednotlivých římských provincií, kteří vydávali edictum provinciale.
Roku 304 př. n. l. sepsal (snad na pokyn právníka Appia Claudia Caeca) písař Gnaeus Flavius sbírku, kde vysvětluje situace, plynoucí z kompetence pontifiků. Roku 286 př. n. l. vyšel zásadní zákon lex Aquilia, který lze pokládat za základ přečinového práva. A konečně roku 254 př. n. l. se nejvyšším pontifikem (pontifex maximus) stal Tiberius Coruncanius, který umožnil přístup veřejnosti na porady pontifiků. Tím pontifikové zcela ztratili kontrolu nad světským právem (ius) a stali se autoritami pouze v právu božském (fas). Prakticky od tohoto roku mohl u soudu vystupovat každý Říman. Toho využili především politici a lidé z lepších vrstev, tím začíná v římském právu období označované jako klasické.

### Právo za vlády císařů
Po zániku republiky se radikálním způsobem změnilo rozložení právní moci: volené orgány vyjma praetorů přišly o pravomoc zasahovat (vetovat). Senátu zůstalo právo vydávat zákony, ale z toho se stalo jen pro forma potvrzování císařových návrhů a ve 3. století mu byla i tato moc odebrána. Nejdéle svoji moc udrželi praetoři, ale i ta byla postupně omezována a za vlády císaře Hadriána byli z tvorby zákonů vyloučeni zákonem Edictum perpetuum Hadriani, který sestavil Salvius Julianus; ten byl závazný pro další činnost magistrátů.
Prakticky jediným zákonodárstvím se stala principia, tj. nařízení císařů. Císař se zároveň stal nejvyšším soudcem, takže mohl zasáhnout do jakéhokoliv sporu, buď přímo, nebo tak, že nařídil úředníkovi, jak má postupovat. Tyto císařské pravomoci byly zpočátku pouze součást jeho úřadu, tzn. že mu toto právo bylo pouze svěřeno. Později se toto právo stalo součástí jeho „božství“, takže pak zákony nevydával z moci úřadu, ale ze své vlastní moci a schopnosti. To císaře postavilo výše než zákon, neboť on byl principem zákona.
Kolem roku 300 došlo k velkým změnám. Vláda se změnila na dominát (což byla prakticky samovláda císaře) a ediktem milánským bylo zrovnoprávněno křesťanství. Následoval úpadek práva i právnické literatury, proto hovoříme o tzv. vulgarizaci práva.
Jediným zdrojem práva se staly leges generales, tj. císařská nařízení, která platila, jakmile byla publikována, tzn. zákon byl oznámen senátu nebo vydán ve formě ediktu. Po rozdělení říše na dvě části stačilo oznámení v jedné části říše. Teprve od roku 429 bylo potřeba oznámení v obou částech. Těchto nařízení bylo velké množství, mají nízkou právní kvalitu, netvoří smysluplný kompaktní celek a chybí jim jasné cíle. Právní věda přestala právo rozvíjet a vymizela. Právě z těchto důvodů vznikla potřeba právo kodifikovat. Kodifikací se rozumí jednak snaha sebrat a shrnout právní předpisy vydané císařem a jednak snaha vytvořit rozumné výtahy z klasických právníků. Takto vznikl Codex Theodosianus, který uspořádal císařské leges generales od Konstantina, ačkoliv měl původně výrazně vyšší ambice. Z něho nicméně až do 11. století čerpala své znalosti o římském právu celá západní Evropa.
Roku 534 byl vydán Codex Iustinianus repetitae praelectieonis (známější pod středověkým názvem Corpus iuris civilis (CIC), tzn. soubor občanského práva). V krátké době pak Justinián vydal ještě několik většinou řecky psaných sbírek, novellae leges, později jako Novellae připojených k CIC. Tento kodex ovlivnil Byzantské i evropské právo a byl základem středověké recepce římského práva.

## Systém římského politického práva
Ústavní právo Říma nikdy nebylo kodifikováno, ani vědecky zpracováno římskými právníky. Proto ho známe pouze z historických dokladů a především z politické praxe.

### Uspořádání společnosti
Každý právní systém vychází z určitých morálních a principiálních hodnot. Základem nejstarší římské společnosti byl genus, tj. rod, v jehož čele stál princeps gentis. Zákon dvanácti desek považoval rod za kolektivní subjekt, který vlastnil dědičný nemovitý majetek. Později rod nahradila městská kurie (curia), v jejímž čele stál curio. Deset kurií tvořilo tribus, tj. kmen (původně byly tři kmeny: Ramnes, Tities a Luceres). Nejvyšším orgánem byla comitia curiata, tj. shromáždění lidu po kuriích. Kurie zde byla zastoupena právě jedním hlasem, její jednání řídil pontifex maximus či rex sacrorum. Comitia curiata neměla zvláštní rozhodovací pravomoci, ale při velkých náboženských obřadech, vyhlašování zákonů a nejdůležitějších jednáních byla nezbytná — bez ní tyto akty nebyly uznány bohy a nemohly nabýt platnosti. Účastníky byli muži schopní vojenské služby.

### Organizace společnosti
Významným orgánem, který měl zpočátku pouze poradní funkci, ale velký politický vliv, byl třistačlenný senatus (senát), původně složený z hlav rodů (princeps gentis). Za republiky se členem senátu mohl stát jen ten, kdo ukončil magistraturu. Postupně se do senátu dostávali velmi kvalitní lidé a konzulové se s ním začali radit o významných problémech. Nakonec se senát stal tvůrcem zahraniční politiky Římské říše a měl i hlavní vliv na státní finance.
Rex, tj. král měl nejvyšší moc, v původní římské společnosti tato funkce nebyla dědičná, ani volená, ale byl jmenován na základě velmi složitých náboženských zvyklostí. Král stál v čele pontifiků, byl prostředníkem mezi lidmi a bohy a měl náboženskou autoritu. Pravomoci těchto králů byly ve skutečnosti spíše malé, za vlády Etrusků značně posílily. Po pádu království přešla jeho moc na republikové orgány. Největší část moci získal magistratus. Jeho nejvyššími úředníky byli dva konzulové (consules, původně označováni jako praetores maiores), kteří fakticky nahradili krále. Oba konzulové měli stejné postavení bez specializace a byli i nejvyššími vojenskými veliteli. Se vzrůstající mocí Říma přibývaly i povinnosti a moc konzulů.
V průběhu 5. století př. n. l. se rozpadla rodová společnost, založená na příbuzenství, a nahradila ji majetková a územní organizace s výsadním postavením nejbohatších občanů. To vedlo k vytvoření lidového shromáždění kmenů a centurií, jež nahradila kurijního shromáždění. Podle římské tradice tento systém zavedl, resp. reformoval král Servius Tullius.
Comitia centuriata byla organizována podle peněžního censu (výše majetku a daní) a svolávat je mohli nejvyšší úředníci (konzulové nebo praetoři). Přijímala nové zákony, volila nejvyšší státní úředníky, rozhodovala o vyhlášení války, byla odvolací instancí hrdelních zločinů a směla udělit státní občanství. S rozšiřující se mocí Říma logicky ztrácela na významu, neboť její rozhodování bylo pro větší územní celek nepružné a neúčinné. Právo hlasovat měli pouze muži s právem nosit zbraň (tj. od 17 do 60 let).
Comitia tributa byla lidovým shromážděním podle okresů a její pravomoci nebyly velké, volila nižší úředníky (kvestory a édily), schvalovala zákony a fungovala jako odvolávací komise při odsouzení k pokutě.
Později vznikla ještě concilia plebis, tj. plebejské hromady, kde se volili plebejští úředníci a soudily nevýznamné přestupky. Jejich rozhodnutí byla závazná nejprve pouze pro plebeje, zákonem Lex Hortensia získala jejich rozhodnutí plnou platnost.
Comitia tributa, comitia centuriata a concilia plebis byla nejvyššími orgány římského státu a reprezentovala všechen „římský lid“ (populus Romanus). Občané zde hlasovali ústně a rozhodovala nadpoloviční většina. Projednávat se mohly pouze návrhy, které dal magistrát. Každé rozhodnutí schvaloval (auctoritas patrum) senát. Tento systém byl výrazně výhodnější pro bohatší vrstvy. Římané mohli ustanovit i mimořádné sbory se zvýšenou pravomocí (např. tresviri, quattuorviri), takový sbor pravděpodobně vypracoval Zákon dvanácti desek.

### Úředníci
Úředníci byli lidovým shromážděním voleni na jeden rok, výkon funkce byl čestný, tj. bezplatný. U úředníků platilo ius intercessionis.
Nejvyššími úředníky byli dva konzulové, v krizi byl jedním z konzulů po dohodě se senátem jmenován diktátor. Ten měl do doby, než pominulo nebezpečí – maximálně však šest měsíců – téměř neomezené pravomoci. V tomto období nebylo možno využít mnoha běžných práv (např. odvolat se k lidovému shromáždění). Za konzuly byli nejprve voleni pouze patriciové, lex Licinia roku 367 př. n. l. stanovil, že jedním konzulem bude plebej a druhým patricij.
V polovině 4. století př. n. l. vznikla funkce censores, tj. censorů. Jak se k této funkci došlo, je předmětem sporů a existuje na to několik teorií. Censor byla funkce bez impéria, ale jejich rozhodnutí nesměl nikdo vetovat. Tato funkce byla považována za vrchol politické kariéry. Censoři prováděli rozřazení do centurií a tribuí a zabývali se mravním a rodinným životem občanů (cura morum) s právem ukládat tresty. Dále zasahovali do financí, např. zadávali veřejné zakázky nebo pronajímali státní pozemky.
Moc úředníků (diktátora, konsulů a praetorů) se opírala o tzv. imperium, což bylo území, kde zastupovali nejvyšší vládní moc (velení vojsku, coërcitio, tj. pravomoc soudit zločince, ius agendi, tj. svolávání lidových shromáždění či senátu a iurisdicio, tj. nejvyšší soudní moc, právo uplatňovat spravedlnost). Imperia jednotlivých praetorů určoval los. V samotném Římě (domi) byla tato imperia omezena, ale za jeho hradbami (militiae) bylo prakticky bez omezení. V době republiky se totiž předpokládalo, že mimo domácí území panuje neustálý válečný stav. Tato tzv. vyšší magistratura se zabývala i právem procesním, rodinným, sousedským, dědickým, obligačním, trestním a právem správním.
Mimo vyšší magistratury působilo i značné množství magistratur nižších, ty volila comitia centuriata a comitia tributa (resp. comitia leviora). Taktéž se jednalo o funkce bezplatné s ius intercessionis. Jejich moc byla obdobná magistrátům vyšším, leč bez imperia. Jednalo se např. o quaestores: quaestores parricidii se zabývali hrdelními zločiny, quaestores aerarii spravovali pokladnu v Saturnově chrámu a doprovázeli konzuly do války, kde vedli polní pokladnu, quaestores militares rozdělovali kořist. Jejich počet se měnil podle povinností, které tento úřad vykonával.
Aediles curules a aediles plebis vykonávali policejní službu, dohlíželi na pořádek v ulicích a na tržištích. Aediles curules měli i soudní pravomoc v záležitostech trhu. Aedilus plebis nebyl významný úřad a později se tito aedilové stali pomocníky tribunů lidu (tribuni plebis).
Plebejské shromáždění volilo čtyři tribuny (tribuni plebis), později jejich počet stoupl na deset, kteří měli chránit zájmy plebejů (ius auxilii). Později byly jejich pravomoci dále rozšířeny o právo zrušit opatření magistráta namířené proti některému plebejovi (ius intercedendi). Nakonec získali dokonce i právo ukládat pokuty a zatknout obviněné z politických zločinů (ius coërcendi). Svolávali comitia centuriana a concilia plebis, kterým předsedali. Neměli žádnou pozitivní pravomoc ani impérium, byli však osobně nedotknutelní (sacrosancti).
Vyšší i nižší úředníci měli k dispozici pomocný personál (apparitores).
Co se možnosti stížnosti na magistráta týče, platila zásada dodatečné odpovědnosti a stížnost na něj bylo možno podat až po uplynutí jeho volebního období. Tento systém měl řadu výhod i nevýhod, nespornou výhodou bylo, že úředník nemohl ovlivňovat stížnost. Na konsula byla minimální věková hranice 43 let a na praetora 40. Každý kandidát musel mít protikandidáta.
Koncem období republiky jsou již patrné tendence vedoucí k oslabení demokracie, k císařství, což mělo své odpůrce i příznivce. V raném císařství a pozdní republice se projevila řada snah o narušení držby moci. Mezi právníky probíhala řada sporů a větší část významných právníků stála na straně republiky. Tehdejší demokracie skutečně selhávala a římský způsob zajišťování moci se dostal do těžko řešitelných problémů. Nutnost právně-politických reforem se ukázala již při sérii občanských válek, ale radikální průlom uskutečnil až Augustus, když se ujal původně nevýznamné funkce principa (princeps) a proměnil ji ve formu vlády nazvanou principát. Názory na principát se nutně různí, právně se však jednalo o pokračování republiky.
Augustus svou moc opřel o tribunství, čímž získal osobní nedotknutelnost, později i právo postupovat proti magistrátům a především právo řídit a svolávat shromáždění občanů a senát, dále získal imperium proconsulare, což mu zaručilo velení armády a její kontrolu, dále pak postavení nadřazené místodržícím v provinciích. Toho samozřejmě využili jeho nástupci k dalšímu rozšiřování moci až se senát a všechny ostatní politické funkce dostaly do role císařských úředníků. Tím postupně došlo k prolomení principů římského právního systém a vznikl tzv. dominát, kde již císař vládl zcela sám.

## Rozdělení římského práva
Nejzákladněji můžeme právo římské členit na ius a fas (viz výše). Co se týče ius, římská republika znala tři základní systémy práva, ze kterých vycházela:
1. Ius civile bylo právo civilní, občanské; toto právo vycházelo ze zvykového práva (ius populi Romani Quiritium), ze zákonů. Bylo protikladné k ius honorarium. Ius civile platilo pro spory mezi občany a platilo jen pro římské občany.
2. Ius honorarium vycházelo z činnosti magistrátů, především městských praetorů a aedilů. Protiklad ius civile.
3. Ius gentium bylo právo (jiných) národů. Původně se jednalo o právo řešící spory mezi cizinci na římském území, později řešilo i spory občanů s cizinci.

Římané znali velmi důležité rozdělení práva na soukromé a veřejné; pokud v právní soustavě toto rozlišení chybí, nastává zpravidla diktatura. Samozřejmě i tato velmi oddělená odvětví práva se potkávají, a to především v právu trestním.
- Ius privatum, právo soukromé, jehož primárním cílem je ochránit prospěch jednotlivce, někdy i proti společnosti. Právě toto právo a jeho důsledné rozvíjení má pro Řím a následné dějiny evropského práva zcela zásadní význam. Jeho původ lze bezpochyby najít ve zvykovém právu, ale jeho dějiny zahájil právě Zákon dvanácti desek, později doplněný řadou praetorských ediktů i právní vědou (jurisprudencí).
- Ius publicum, právo veřejné, tj. právo, které ukládá povinnosti a práva římské říši.

V římském právu se dále setkáváme s termíny právo psané (ius scriptum) a nepsané (ius non scriptum). Tímto dělením se odlišuje způsob vzniku či nalezení tohoto práva, „nepsaným právem“ je míněno právo zvykové (mos) a věci nalezené pomocí praxe. Do psaného práva pak Gaius zahrnuje:
1. lex, zákon
2. plebiscit
3. senatus consultum, usnesení Senátu
4. constitutiones principum, císařské konstituce
5. edikty magistrátů
6. responsum, dobrozdání právních teoretiků

Zhruba od konce 2. století př. n. l. lze pozorovat snahu o propojení a integraci tří systémů ius do jednoho. Aebutiův zákon změnil po procedurální stránce velmi složité a neprůhledné řízení na výrazně lepší systém. Tím začala nejslavnější éra římského práva, ale zároveň se posílila činnost praetorů a tím se vytvářel tlak na provázanost těchto právních systémů, takže v době císařství postupně vytvořily jeden systém. To ve svých důsledcích umožnilo rozvoj císařství, císař jako hlavní garant práva vydával svá nařízení (constitutiones principum) ve třech, respektive čtyřech základních formách. Edicta byly obecně závazné normy, upravující konkrétní případ, mohla být povahy veřejné i soukromoprávní a jejich platnost se mohla týkat celé říše, nebo mohla být omezena na určitou její část. Edikty vydávali i císařští úředníci. Mandata, tj. císařovy instrukce úředníkům, pokud mandatum řešilo obecný problém, muselo být publikováno a závazně platilo. Decreta, tj. císařovy rozsudky a výklad konkrétního sporu, který byl závazným řešením pro podobné spory. Teoreticky se mohla týkat pouze jednoho konkrétního sporu. A nakonec rescripta, tj. císařovy odpovědi na dotazy. Reskripty řešily vždy konkrétní otázky, teprve soudy a právnická literatura jim dala obecnou závaznost, kterou císař původně nenárokoval.

## Věcná práva
Vlastnické právo (dominium, proprietas) bylo v Římě základním stavebním kamenem práva i celé společnosti. Bylo na dané poměry až neuvěřitelně propracované a v podstatě předběhlo svou vlastní dobu. Ani po tisíci letech se právní věda nepřiblížila k tomu, co dokázali římští právníci. Právní věda se po úpadku římské civilizace značně odchýlila od pojetí vlastnictví, jež Římané stvořili. Ono pojetí se ve značné míře blížilo tomu dnešnímu. Vlastnictví bylo chápáno jako neomezené právní panství nad věcí. Bylo nejkvalitnějším a nejsilnějším věcným právem. A jeho ochrana tomu byla samozřejmě přizpůsobena. K tomuto účelu byl stvořen důmyslný systém žalob a interdiktů. Institut vlastnictví byl uznáván tak důsledně, že i přímá daň z majetku by byla krácením práva majetkového. Vlastník neboli dominus mohl (od klasické doby) s věcí nakládat jakkoliv. Typické projevy vlastníkova chování shrnujeme do několika pojmů:
1. ius possidendi – faktické ovládání věci, držba,
2. ius utendi – právo věc užívat,
3. ius fruendi – právo věc požívat, neboli těžit z něj plody,
4. ius abutendi – právo věc zničit.
5. ius disponendi – právo s věcí disponovat (prodat, půjčit, zastavit, darovat)

Dominium bylo omezeno jen vlastnickými právy ostatních (sousedské právo) a institutem vydržení (usucapio), pokud vlastník půdu nevyužíval. V Římě byla známa i elasticita práva, tzn. jakmile nějaké omezení skončilo, toto právo samo nabylo původní podoby.
Věcná práva se označovala jako iura in re, jejich ochrana pak jako actiones in rem. Vlastnické právo bylo absolutní a vylučovalo působení každého, kdo k dané věci neměl oprávnění. Vlastnictví, proprietas či dominium, se chápalo jako právní panství, tj. bylo všeobecné, přímé a výlučné, jeho předmětem byly věci hmotné (včetně otroků), někdy i některá práva (výhody). Vlastník věc fyzicky ovládal, tj. držel, mohl věc jakkoli užívat a těžit z ní, a v pozdějších dobách ji mohl i zcizovat (ius possidendi, ius utendi). Pak Římané znali i spoluvlastnictví, kdy k jedné věci existovalo více vlastnických práv, vyjádřených zlomkem (pars quota).
V římském pojetí práva se setkáváme s několika druhy vlastnictví:
1. kviritské vlastnictví (dominium ex iure quiritum), bylo určeno jen římským občanům.
2. ager publicus, tj. státní pozemky.
3. provinční půda, povinnost platit stipendium či tributum.
4. bonitární vlastnictví

Ochrana vlastnictví probíhala u každého jinak. V zásadě lze tvrdit, že kupec nebyl velmi dlouho chráněn proti třetí straně. Kviritské vlastnictví bylo chráněno reivindikací (vindikací), v případě sporu původně obě strany prokazovaly svůj nárok, později žaloval nedržící držitele a měl prokázat své právo. Prohrál-li dosavadní držitel, musel věc vydat, nebo za ni zaplatit, až v justiniánském právu je pouze vydání věci. V případě sporu o věci hromadné (např. stádo) se prokazovalo vlastnictví nadpoloviční většiny. Římané neznali zbytečné průtahy, neboť nedostavil-li se odpůrce k soudu, věc připadla žalobci.
Řím rozlišoval i držitele bonae fidei (v dobré víře), který ručil jen za škody, které způsobil sám, a držitele malae fidei (ve zlé víře), který ručil i za náhodu. Náhradu za náklady na zlepšení věci mohl požadovat jen uživatel v dobré víře, na náhradu nutných nákladů měl nárok i držitel ve zlé víře, nikoli však zloděj.
Velmi důležitá pro vývoj práva byla cautio damni infecti, tj. záruka proti hrozící škodě; záruku poskytoval majitel, zástavní věřitel atp., mohl ji nařídit magistrát.
Ochranu držby řešily praetorské interdikty, jež chránily držbu jako faktický stav, a byly na straně poslední klidné držby, byla-li získána právem. Podle funkce existovaly dva druhy interdiktů.
Držba (possesio) byla chápána jako faktická a všeobecná moc nad věcí. K jejímu splnění byly vyžadovány animus possidendi (úmysl věc držet jako vlastní) a corporalis possesio (hmotné ovládání). Držba byla projevem vlastnického práva, nebo v případě byl-li vlastník a držitel odlišný, jako samostatný právní jev. Pak bylo nutné mít k věci věcné právo (např. pronájem). Animus possidendi byl nezastupitelný, corporalis possesio byla zastupitelná: např. otroci ovládali majetek pro hlavu rodu. Naturalis possesio (držba přirozená) nebyla považována za držbu a nebyla tak chráněna. Jednalo se o detenci (faktický stav).
U držby se – vedle držitele bonae fidei a malae fidei – rozlišovala ještě possesio iusta (držba spravedlivá) a possesio iniusta (nespravedlivá). V justiniánském právu byla novinkou quasi possesio, iuris possesio, tj. držba práva. Držbu bylo možno získat i v zastoupení, ztráta držby byla definována buď jako corpore (držitel ztratil možnost věc fyzicky ovládat), animo (držitel nechtěl věc ovládat), věc zanikla nebo držitel zemřel.
Vlastnictví šlo v Římě nabývat prakticky velmi podobně jako v pozdějších právních systémech: rozlišoval se originární (prvotní) a derivativní způsob nabytí.
Mezi derivátní počítáme:
1. Mancipaci (mancipatio), nejstarší a slavnostní způsob směny základního majetku, tj. nemovitostí, otroků a dobytku. Byla nutná účast pěti svědků a vážného (libripens). Mancipace platila ihned, nesměla obsahovat podmínky ani lhůty a nebylo možné ji provádět v zastoupení.
2. Tradici (traditio), neformální převod vlastnického práva, který později převládl a v justiniánském právu se stal jediným způsobem převodu vlastnického práva mezi živými lidmi. Věc mohl převést jak vlastníkův zástupce, tak zástavní věřitel. Mohlo jít o koupi a prodej, darování, věno, úvěr atp., nešlo ji však použít pro nájem, úschovu atp.
3. Injurecesi (in iure cessio), konala se před magistrátem a byla jednostranným uplatněním vlastnického práva.

Dále existovaly zvláštní způsoby derivativního nabytí vlastnického práva, např. z válečné kořisti nebo z majetku dlužníka státu, zpravidla šlo o prodej pomocí veřejné dražby.
Originární způsoby nabytí vlastnictví:
1. Vydržení (usucapio), pokud se někdo v dobré víře ujme neužívané věci, kterou pokládá za věc ničí. Podle Zákona dvanácti desek platí pro pozemek lhůta dvou let, pro movité věci pak jeden rok. Vyloučeny byly věci kradené. Později byl dodán ještě požadavek spravedlivého důvodu a dobré víry u držitele.
2. Okupace věci ničí (např. ulovené zvíře), věci opuštěné majitelem a věci nepřátelské (kořist).
3. Nález pokladu, tj. věci skryté o jejímž vlastnictví neexistuje právní vědomí. Takové věc se dělila rovným dílem mezi nálezce a vlastníka pozemku, na němž se poklad nacházel. Pokud byl poklad hledán bez vědomí vlastníka, připadal celý vlastníku pozemku.
4. Akcese (přírůstek), spojení dvou věcí, z nichž jedna ztrácí samostatnost a stává se součástí druhé.
5. Specifikace, vlastnictví nabyté zpracováním materiálu (např. socha z kamene), majitel materiálu měl právo pouze na náhradu materiálu, nikoli na dílo.

Římané znali i věcná práva k cizí věci, tzv. iura in re aliena, která dávala oprávněné osobě právo zvláštního, obsahově přesně vymezeného působení na věc, jejímž nebyl vlastníkem. Tato práva byla nazývána servitutes, tj. služebnosti. Ta vznikala pouze k věci cizí. Lze je rozdělit na:
1. Polní služebnosti, tj. např. právo cesty.
2. Domovní služebnosti, např. právo prorazit v cizí zdi okno.
3. Zakazující služebnosti, např. právo zakázat stavbu, která by bránila přístupu světla.
4. Ususfructus (právo požívací), tj. právo užívat cizí věc a těžit její plody. Služebník se o věc musel starat, část plodů vynakládal na udržení věci v původním, nezměněném stavu, nemohl ji tedy ani zlepšit. Byla časově omezena, zanikala nejpozději smrtí oprávněného, nemohla být převáděna.
5. Habitatio, právo užívat byt v cizím domě.
6. Operae, právo užívat cizího otroka či zvíře.

Ochrana služebností byla prováděna věcnými žalobami a praetorskými interdikty.
Služebnosti Římané striktně oddělovali od zástavního práva, které bylo také věcným právo k věci cizí, za účelem jistoty věřitele, že dojde k naplnění pohledávky. Toto právo mělo zajišťovací a uhrazovací funkci. Zástavní právo bylo nedělitelné a zastavit bylo možné každou věc, kterou bylo možno prodat a bylo s ní zastaveno vše, co k ní náleželo i přibylo. Zástavcem mohl být vlastník. Zástavní právo zanikalo zánikem pohledávky nebo zástavním prodejem věci. Dělilo se na:
1. Zástavní právo, věc byla odevzdána věřiteli jako záruka a ten ji ovládal jako držitel.
2. Hypotéka, věřitel mohl vyžadovat vydání věci teprve při neuspokojení jeho pohledávky.

Zástava byla buď propadná, tu si věřitel ponechal, nebo prodejná, věřitel ji prodal a nadbytek dal dlužníkovi.

## Závazková práva
Římské právo znalo i pojem obligace, ke každému právnímu úkonu byla zřizována smlouva, která musela splňovat určité náležitosti. Římané si byli vědomi i takových problémů jako byly úroky, depozitum či pojištění (např. fenus nauticum, tj. námořní havarijní pojištění). Tyto problémy řešili pomocí smluv, takže problematika římských smluv je velmi složitá a rozsáhlá. V zásadě existovaly smlouvy o půjčkách, koupi a prodeji, trhové. Některé smlouvy mohly obsahovat podmínky. K většině smluv bylo zapotřebí svobodné vůle obou stran a jednání v dobré víře. Proti obecnému přesvědčení mohly vznikat i smlouvy s otroky, složitější problematika byla u smluv mezi otroky navzájem.
Byla známa i societas, tj. smlouva většího počtu lidí, kteří se spojili za určitým účelem. Velmi využívaná byla i příkazní smlouva (mandatum), tj. smlouva o zařizování cizích věcí, s takovouto smlouvou byla často spojena plná moc. Již v římských smlouvách platilo, že člověk nemohl koupit vlastní věc, cena musela být vyjádřena v penězích a nemusela odpovídat tržní hodnotě věci. Prodávající ručil jak za vady právní, tak za vady faktické. Se smlouvami souviselo i dědické právo, protože v římském právu, byla řádně sepsaná závěť nedotknutelná. Pokud závěť neexistovala, existovalo pořadí dědických nároků (to se v průběhu dějin římské říše několikrát změnilo). Dědictví bylo v pozdější době možno odmítnout.

## Trestní právo
Trestní právo stíhalo stejné zločiny jako dnes – loupež, krádež, vraždu, podvod, atd. – tresty však nebyly předem pevně stanoveny, ale hlasovalo se o nich.
Trest smrti se udílel především za velezradu (to platilo hlavně pro politiky, velezradou bylo i navádění nepřítele proti Římu nebo vydání římského občana nepřátelům), za jakýkoli fyzický útok na tribuna lidu, dále pak za vraždu, podplácení voličů (crimen ambitus) a provozování magie. Smrtí se trestala i zrada patrona (ochránce) svého klienta a falešné (křivé) svědectví. Všechny tyto zločiny byly trestány stětím, jen křivé svědectví se trestalo svržením z Tarpejské skály. Trestem, původně obecným a později vyhrazeným pro otcovrahy, byla poena culeii – zašití do pytle s kohoutem, psem, hadem a krysou (či opicí) s následným svrhnutím do Tibery. Říman na římského občana nesměl vztáhnout ruku a proto vznikla funkce státního otroka – popravčího, jenž se nazýval carnifex. Při každém zločinu mohl římský občan, ještě než se začalo hlasovat, využít práva ius exilii, tj. odejít do vyhnanství; tím ztratil římské občanství, majetek a možnost návratu, při pokusu o návrat mohl být kýmkoli zabit. Zajímavostí je, že Augustus zavedl za banditismus a pirátství (včetně loupeže při ztroskotání lodi) trest předhození dravé zvěří, bez možnosti využít ius exilii. Ostatní, méně závažné trestné činy byly trestány pokutou nebo později i vězením. Kromě běžných zločinů (krádež, podvod) byla trestána např. i lichva nebo hazard.
Vojenské trestné činy (zejména prodej zbraní nepříteli, zběhnutí atp.) byly taktéž trestány smrtí, a to ukamenováním či utlučením. Méně závažná provinění se v římské armádě trestala např. nepočítáním až několika let vojenské služby, menším přídělem stravy, kořisti nebo bičováním. Zajímavé je, že Římané neznali trest ztráty vojenské hodnosti.

## Procesní právo
Proces v antickém Římě probíhal velmi odlišně od způsobu procesu, na jaký jsme zvyklí z dnešní doby. Odlišnosti mezi civilním a trestním procesem byly obrovské.

### Civilní proces
Řím neměl veřejné žalobce, proto občané museli přednášet své případy sami za sebe. U velkých případů většinou vystupoval nějaký politik. Do vytvoření stálých soudních dvorů byl soudce zpravidla soukromá osoba (iudex privatus), podmínkou bylo římské občanství a mužské pohlaví. Obě strany dostaly seznam soudců (album iudicum) a shodly se na soudci (recuperatores). Pokud se na žádném jméně neshodli, museli přijmout posledního na seznamu. U velkých procesů bylo soudců pět, strany vybraly sedm soudců a z nich se losem vybrala pětice. Jelikož soudce nebyl právník, mohl se s právníkem o problému radit. Pokud si ani na konci sporu nebyl jist, mohl nevynést rozsudek s odůvodněním, že řešení případu je nejisté. Pro každý druh sporu existovala lhůta, do které musel být rozsudek vynesen (původně do večera). Tato procedura u stálých soudních dvorů postupně zmizela.
Soudní řízení mělo dvě etapy, nejprve proběhlo tzv. ius in iure, kde obě strany přednesly své žádosti, resp. námitky, před praetora. Ten prozkoumal, zda je nárok žalobce oprávněný, tj. zda má oporu v zákonech, pak povolil, případně zamítl další řízení. Zároveň rozhodl do jaké oblasti práva tato kauza patří a podle čeho bude rozhodována. K praetorovi si lidé mohli vzít advokáty, kteří pak s praetorem našli nějaké řešení, když obě strany souhlasily, byla věc podstoupena do druhé fáze. Ta se jmenovala apud iudicium (před soudem), probíhala po krátké pauze a soudci rozhodli buď pro žalobce, nebo pro žalovaného. Rozsudek byl závazný a vymahatelný.

### Trestní proces
Původně se trestní právo řešilo před komiciemi (lidová shromáždění; odtud název komiciální proces) a k jeho zahájení byl potřeba návrh magistráta, který byl vyšetřovatel, žalobce i obhájce zároveň (tzv. inkviziční princip).
Proces byl rozložen do několika fází, vše probíhalo před patřičným lidovým shromážděním. V první fázi došlo k vyšetřování. Ve druhé fázi byli vyslechnuti svědci a předneseny důkazy, tato fáze měla tři stání, mezi nimiž byly jednodenní přestávky. Poté bylo tzv. trinundum, tj. třídenní přestávka a pak příslušná komicie prostou většinou rozhodla o vině obžalovaného. Proti tomuto rozhodnutí nebylo odvolání. Případný trest byl vykonán ihned.
Když žalob přibylo, nebylo už možně soudit pomocí komicií, tak vznikl tzv. akuzační proces, který se konal před porotou a funkce žalobce, soudce a obhájce byla oddělena. Nejprve byla k těmto účelům využívána mimořádná porota (quaestiones extraordinariae). Od mimořádných porot se brzy upustilo ve prospěch stálých komisí (quaestiones ordinariae), první taková komise byla zřízena roku 149 př. n. l. Průběh takovéhoto soudu byl sice složitější než u komiciálního procesu, ale díky stálým porotám probíhal výrazně jednodušeji. Nejprve došlo k žádosti o povolení žaloby (postulatio), ihned poté byla sestavena žaloba (nominis delatio) a magistrát dal žalobci na výběr ze sta soudců, ten jich padesát vybral. Sulla nahradil výběr losováním s právem odmítnutí některých. Poté byly provedeny důkazy, ke kterým se obžalovaný vyjádřil. Po tomto vyjádření následovaly závěrečné řeči. Nakonec soudci prostou většinou rozhodli, pokud se více než třetina soudců zdržela hlasování, bylo nutno proces opakovat.
Poslední verze procesu se objevila v době císařství, proto se nazývá císařský (extraodrinární) proces. V tomto procesu měl soudce více možností zabývat se jednotlivými aspekty konkrétního činu, resp. polehčujícími či přitěžujícími okolnostmi. Je třeba si uvědomovat, že v této době již zcela zmizela lidová shromáždění, proto odvolání hrdelních zločinů řešil císař (appellatio). Díky stylu tohoto procesu se poprvé v historii práva reagovalo na úmysl, recidivu. Římského občana mohl k trestu smrti odsoudit jen senát s císařem v Římě. Císař mohl proces rozhodnout sám (bez senátní poroty), ale pouze v případě, že ho k tomu senát zmocnil. Pokud proces vedl císař, vedl ho inkvizičním principem.
V dominátu byly zrušeny trestní poroty a císaři bylo uděleno právo ukládat trest smrti (ius gladii). Z toho vyplývá, že vše bylo řešeno pomocí inkvizičního principu, ten se však změnil, protože poprvé v historii Římské říše bylo nahrazeno volné zvažování důkazů, a to císařskými instrukcemi. Ve 4. století již proces nebyl prakticky otázkou práva, občané se již nedovolali spravedlnosti. K zahájení císařského procesu stačilo pouhé udání (delatio). Udavač pak nebyl nucen před soudem vůbec svědčit. Udavač měl nárok na část majetku člověka, jehož udal, byl-li tento odsouzen. Odvolání v této době nebylo možné, formou apelace mohl odsouzený požádat císaře o udělení milosti (indulgentia).

## Otroctví
Ve starověkém Římě mělo otroctví nejprve patriarchální povahu. Spolu s rozvojem státu však došlo i ke změně chápání postavení otroka z neplnoprávného člověka na živou věc. Postavení otroka římské právo definovalo zásadou servus nullum caput habet (otrok nemá hlavu, nemá právní způsobilost), ze které se však v různých konkrétních případech slevovalo. Postupem času se v Římě zvyšoval počet státních i soukromých otroků, kteří se otroky stávali jako potomci otroků, váleční zajatci či z jiného důvodu (zotročení pro nevděk, zotročení pro dluhy, podvodný prodej svobodného občana do otroctví, kterého se prodávaný dobrovolně účastnil atd.). Ačkoliv nesměl být svobodný člověk bezdůvodně zotročen, přece jen k tomu v určitých fázích dějin Římské říše docházelo.
Z otroctví mohl být člověk propuštěn, ve výjimečných případech dokonce zákon pojil propuštění z otroctví s vykonáním nějakého skutku či s dlouhodobějším jednáním (např. záchrana života císaři či výkon určitého povolání po určitý počet let). Počátkem císařství bylo propouštění otroků natolik rozšířené, že byly vydány zákony (Lex Fufia Caninia a Lex Aelia Sentia), které propouštění omezovaly. V poslední fázi dějin Římské říše často docházelo ke splývání postavení kolónů a otroků, a pod vlivem křesťanství i k změně chápání osoby otroka. V mnoha oblastech přešel otrokářský systém plynule do systému feudálního.

## Vliv římského práva
Pokud budeme hovořit o římském právu v širším smyslu, lze o některých obdobích zejména středověké Evropy uvažovat jako o dědici římského práva. Roku 1080 byl v Bologni nalezen Justinánův kodex, který se stal základem práva církevního, začal se vyučovat na univerzitách a postupně došlo k renesanci římského práva. To se rozšířilo a pomocí řady právních škol (glosátoři, komentátoři atd.) se stávalo jedním z pilířů práva kontinentální Evropy. V 18. a počátkem 19. století bylo z právních systémů postupně vytlačováno. Poslední oživení římského práva, počínaje rokem 1495, kdy byl založen Říšský komorní soud, přinesla německá škola právní vědy, zvaná Usus modernus pandectarum. Tato věda ovlivnila právní teorii i praxi v sousedním Nizozemí, odkud se přenesla do většiny tehdejších holandských kolonií. Nejvýznamnější vliv můžeme pozorovat v právním systému Jihoafrické republiky, kde byl po dlouhou dobu platný právní systém zvaný Roman-dutch law. Z Německa se tato právní věda pochopitelně přenesla i do pobělohorských Čech, kde se začala vyučovat na znovuotevřené pražské univerzitě. Nyní se římským právem zabývá pouze historie práva, ale jelikož právo kontinentální Evropy stojí na základních principech této právní soustavy, je římské právo stále významným pramenem poznání práva a vyučuje se na všech fakultách zabývajících se právní vědou. Zajímavostí je platnost některých částí práva „ius commune“ v San Marinu, Louisianě či několika jihoafrických zemích.
Na anglosaský (či angloamerický) právní systém mělo římské právo výrazně menší dopad, a toto právo je proto s ním v některých otázkách v přímém rozporu. Církevní právo z něj převzalo řadu trendů, přesto lze říct, že se tvořilo na velmi odlišných principech. Ostatní právní systémy (arabský, hebrejský atp.) stojí na odlišných základech a jejich vývoj probíhal zcela jinou cestou. Zajímavé je, že římské právo výrazně zasáhlo do dějin práva v jihoafrických zemích.
Za největší příspěvek Římanů k právu se dodnes považuje objev profesionálních právníků a vznik právní vědy.

## Postavení legislativy a význam právní jistoty
Dle právníka a právního vědce Bruna Leoniho velká část římských právních pravidel nevznikala díky legislativnímu procesu. Soukromé právo (ius civile) se prakticky po celou dobu trvání římské republiky a i římské říše nacházelo mimo dosah zákonodárců. Základní představu o římském právu je nutné hledat právě v tomto civilním právu, jakožto v souboru postupně se vyvíjejících principů, který byl po mnoha staletí kultivován právní vědou. Z mnoha stovek zákonů (leges) se jich ne více než 40 týkalo soukromého práva, tudíž minimálně v klasické éře římského práva byl zákon druhořadý. Římský právník byl spíše vědcem, který zkoumal řešení případů, s kterými se na něj občané obraceli. Římské právo tak spíše bylo popisováno a objevováno, a nikoliv – tak jako legislativa – nařizováno. V pojetí Římanů nemělo být právo nikdy vystaveno náhlým a nepředvídatelným změnám. Nemělo být také podrobeno libovůli nebo svévoli zákonodárného shromáždění nebo jiných osob, jako byli senátoři a další státní úředníci. To mělo za následek zvýšení právní jistoty římského práva, které tak umožňovalo občanům snadno vytvářet plány do budoucna, a to i bez existence přesně formulovaných pravidel srovnatelných se zákony v psaném znění.

## Význam
Význam a dopad na evropskou kulturu byl značný, i když mnoho věcí, které se dnes zahrnují do římského práva, vzniklo až ve středověku. Mezi nejvýznamnější římské právní principy patří oddělení vlastnictví věci od faktické schopnosti užívání věci. Uvědomili si i rozdíl mezi kontraktem a přečinem. Nalezli také základní druhy kontraktů, tj. prodej, pronájem, smlouvu o dílo atp., tento systém přešel do většiny kontinentálních zákoníků.
V římském právu už existuje systém soukromého práva, jak jej poprvé popsal právník Gaius kolem roku 180. Gaius rozlišuje personae (osoby), res (věci) a actiones (žaloby). Tento systém byl v pojetí práva velmi výhodný a kontinentální Evropa ho používala velmi dlouho.
V Byzantské říši dal v 9. století císař Basilios I. a Lev VI. Justiniánovy sbírky spojit a reformovat (vynechal zastaralé věci, některé věci zestručnil a přidal nové); toto dílo se stalo známé pod názvem Basilika. V této podobě se pak staly základem pro řecké právo a pro právo používané pravoslavnou církví, tento právní kodex ovlivňoval danou oblast i po dobytí Turky, kteří vycházeli z velmi odlišných principů práva.
Obecně lze tvrdit, že římské právo bylo velice vyspělé a po pádu římské říše na ně Evropa nebyla schopna navazovat, po roce 1000 byly v kontinentální Evropě znovu nacházeny výhody římského práva a tak pomocí různých glosátorských škol docházelo k zavádění některých částí římského práva do praxe. To podporovala poměrně velká část panovníků, protože římské právo umožňovalo lepší způsob správy majetku než dosavadní zvykové právo. Od 16. století se navíc odvolávali i na zásadu princeps legibus solutus est, tj. panovník není vázán zákony. Pro kontinentální Evropu byl velmi výhodný i systém rovnosti subjektů, ochrany vlastnictví a řada dalších problémů byla řešena pro tehdejší Evropu více než dobře. Tyto výhody vedly k tomu, že v 16. století se římské právo stalo v kontinentální Evropě jedním ze tří pilířů práva (za druhé dva lze považovat germánské zvykové právo a kanonické právo). Římské právo bylo chápáno jako ius commune, tj. právo společné evropským státům. Praktické využití římského práva začalo upadat v 19. století, kdy nejprve Napoleon Bonaparte vydal Code civil (1804), kterým se jako vzorem postupně inspirovala celá kontinentální Evropa. Nejdéle se vliv římského práva udržel v Německu, kde byl občanský zákoník přijat až v r. 1896 a účinnost nabyl až od 1. ledna 1900.
Od té doby už římské právo prakticky (až na malé výjimky) neovlivňuje denní praxi. Jeho přínos však spočívá v tom, že ovlivnilo vývoj a vznik kontinentálního práva a tvoří tak základ evropského právního systému, proto je stále vyučováno na právnických fakultách a je jisté, že bez základů římského práva, lze jen těžko chápat evropské právo.